# العلاقات الأرمنية البرتغالية
العلاقات الأرمينية البرتغالية هي العلاقات الثنائية التي تجمع بين أرمينيا والبرتغال.

## مقارنة بين البلدين
هذه مقارنة عامة ومرجعية للدولتين:
| وجه المقارنة                                              | أرمينيا                    | البرتغال                                                  |
| --------------------------------------------------------- | -------------------------- | --------------------------------------------------------- |
| المساحة (كم2)                                             | 29.74 ألف                  | 92.21 ألف                                                 |
| عدد السكان (نسمة)                                         | 2.93 مليون                 | 10.60 مليون                                               |
| الكثافة السكانية (ن./كم²)                                 | 98.52                      | 114.95                                                    |
| العاصمة                                                   | يريفان                     | لشبونة                                                    |
| اللغة الرسمية                                             | لغة أرمنية                 | اللغة البرتغالية، اللغة الميراندية                        |
| العملة                                                    | درام أرميني                | يورو، اسكودو برتغالي                                      |
| الناتج المحلي الإجمالي (بليون دولار)                      | 11.54 مليار                | 217.57 مليار                                              |
| الناتج المحلي الإجمالي (تعادل القوة الشرائية) بليون دولار | 25.41 مليار                | 307.82 مليار                                              |
| الناتج المحلي الإجمالي الاسمي للفرد دولار أمريكي          | 3.49 ألف                   | 19.22 ألف                                                 |
| الناتج المحلي الإجمالي للفرد دولار أمريكي                 | 8.07 ألف                   | 28.76 ألف                                                 |
| مؤشر التنمية البشرية                                      | 0.743                      | 0.830                                                     |
| رمز المكالمات الدولي                                      | +374                       | +351                                                      |
| رمز الإنترنت                                              | .am، .հայ ‏                 | .pt                                                       |
| المنطقة الزمنية                                           | ت ع م+04:00، توقيت أرمينيا | توقيت غرب أوروبا، توقيت غرب أوروبا الصيفي، أوروبا/لشبونة ‏ |

## منظمات دولية مشتركة
يشترك البلدان في عضوية مجموعة من المنظمات الدولية، منها:
| علم المنظمة | اسم المنظمة                               | تاريخ انضمام أرمينيا | تاريخ انضمام البرتغال |
| ----------- | ----------------------------------------- | -------------------- | --------------------- |
|             | بنك التنمية الآسيوي                       | 2005                 | 2002                  |
|             | وكالة ضمان الاستثمار متعدد الأطراف        | 5 ديسمبر 1995        | 6 يونيو 1988          |
|             | الأمم المتحدة                             | 2 مارس 1992          | 14 ديسمبر 1955        |
|             | الفريق المعني برصد الأرض                  | ?                    | ?                     |
|             | منظمة حظر الأسلحة الكيميائية              | ?                    | ?                     |
|             | منظمة التجارة العالمية                    | 5 فبراير 2003        | ?                     |
|             | منظمة الشرطة الجنائية الدولية             | ?                    | ?                     |
|             | منظمة الأمن والتعاون في أوروبا            | 30 يناير 1992        | 25 يونيو 1973         |
|             | مؤسسة التنمية الدولية                     | 25 أغسطس 1993        | 29 ديسمبر 1992        |
|             | يونسكو                                    | 9 يونيو 1992         | 11 مارس 1965          |
|             | مجلس أوروبا                               | 25 يناير 2001        | ?                     |
|             | الاتحاد البريدي العالمي                   | ?                    | ?                     |
|             | البنك الدولي للإنشاء والتعمير             | 16 سبتمبر 1992       | 29 مارس 1961          |
|             | الاتحاد الدولي للاتصالات                  | 30 يونيو 1992        | 1866                  |
|             | مؤسسة التمويل الدولية                     | 18 أبريل 1995        | 8 يوليو 1966          |
|             | المنظمة الأوروبية لسلامة الملاحة الجوية   | 2006                 | 1986                  |
|             | المركز الدولي لتسوية المنازعات الاستشارية | 16 أكتوبر 1992       | 1 أغسطس 1984          |

## وصلات خارجية
- موقع وزارة الخارجية الأرمينية
- موقع وزارة الخارجية البرتغالية